# 派恩赫斯特 (北卡羅萊納州)
派恩赫斯特（英語：Pinehurst）是一個位於美國北卡羅萊納州穆爾縣的村。

## 人口
根據2020年美國人口普查的數據，派恩赫斯特的面積為44.95平方千米，當中陸地面積為43.28平方千米，而水域面積為1.67平方千米。當地共有人口17581人，而人口密度為每平方千米391人。